# 김미정 (경기도의원)
김미정(金美正, 1970년 9월 2일~2023년 6월 26일)은 대한민국의 기업인, 공무원 정치인이다. 제5·6대 오산시의원, 제11대 경기도의원을 지냈다. 공직 경력으로는 경기도교육청 안산교육회복지원단 주무관, 경기도교육청 기획조정실 대외협력담당관, 교육협력국 대외협력과 자치단체협력담당 사무관, 학교급식협력과 자치단체협력담당 등을 역임했다. 2023년 6월 26일, 제11대 경기도의원 임기 중 암으로 투병하다가 사망하였다.

## 학력
- 오산대학교 전자계산과 졸업
- 이화여자대학교 정책과학대학원 정책과학과 석사과정 수료(2002년 2월)

## 경력
- (주)이롬 경기오산지점/팀장
- (주)이롬 경기오산지점/처장
- (주)이롬 경기오산지점/국장
- 오산시보육정책위원회 위원
- 오산시종합사회복지관 운영위원
- 경기대학교 정치전문대학원 지방자치위원
- 오산시 학교급식지원심의위원회 위원
- 오산시 건강가정지원센터 운영위원
- 청소년미래희망 재단 이사
- 민주당 오산시당 간사[1]
- 오산평화의소녀상 대표[2]
- 2006년 1월 13일 열린우리당 입당
- 열린우리당 경기도당 오산시 당원협의회 여성위원장
- 민주개혁지도자회의 경기도대표
- 화성초등학교 학교운영위원
- 열린우리당 경기도당 보육특별위원회 부위원장
- 국회 이경숙 국회의원(문화관광위원회) 정책자문위원
- 민주평화국민연대 지방자치기획단 여성위원회 부위원장
- 한반도재단 여성위원회 여성위원
- 2006년 : 화성초등학교 학교운영위원회 부위원장
- 2006년 7월 ~ 2010년 6월 : 제5대 오산시의회 의원
- 여성정치세력민주연대 지방자치위원
- 전국여성지방의원네트워크 공동대표
- 오산시 유비쿼터스 도시사업협의회 위원
- 2010년 : 민주당 경기도당 윤리위원
- 2010년 7월~2014년 6월 : 제6대 오산시의회 의원
  - 2010년 7월~2014년 6월 : 오산시의회 예산결산특별위원장
- 2014년 ~ : 임기제공무원, 경기도교육청 안산교육회복지원단 소통협력지원팀 주무관
- ~2019년 2월 28일 : 지방교육행정사무관(일반임기제), 경기도교육청 기획조정실 대외협력담당관
- 2019년 3월 1일~2020년 6월 24일 : 지방교육행정사무관(일반임기제), 경기도교육청 교육협력국 대외협력과 자치단체협력담당관[3]
- 2020.06.24.~ : 교육행정사무관, 경기도교육청 교육협력국 학교급식협력과 자치단체협력담당[4]
- 경기도교육청 교육협력국 학교급식협력과 자치단체협력팀장[5]
- 2022년 7월 1일~2023년 6월 26일: 제11대 경기도의회 의원(초선, 오산시 제1선거구)
  - 2022년 7월 1일~2023년 6월 26일: 경기도의회 기획재정위원회 위원
- 2023년 항암치료를 받고 자택에서 머물던 중 병세 악화로 병원으로 이송[6]
- 2023년 6월 26일 성남시 분당구 분당서울대병원에서 사망. 오산 장례문화원에서 경기도의회장으로 거행. 오산시립쉼터공원에 안치

## 역대 선거 결과
|  | 14.50% |

|  | 20.85% |

|  | 53.05% |